# Botschaft Ecuadors in Berlin

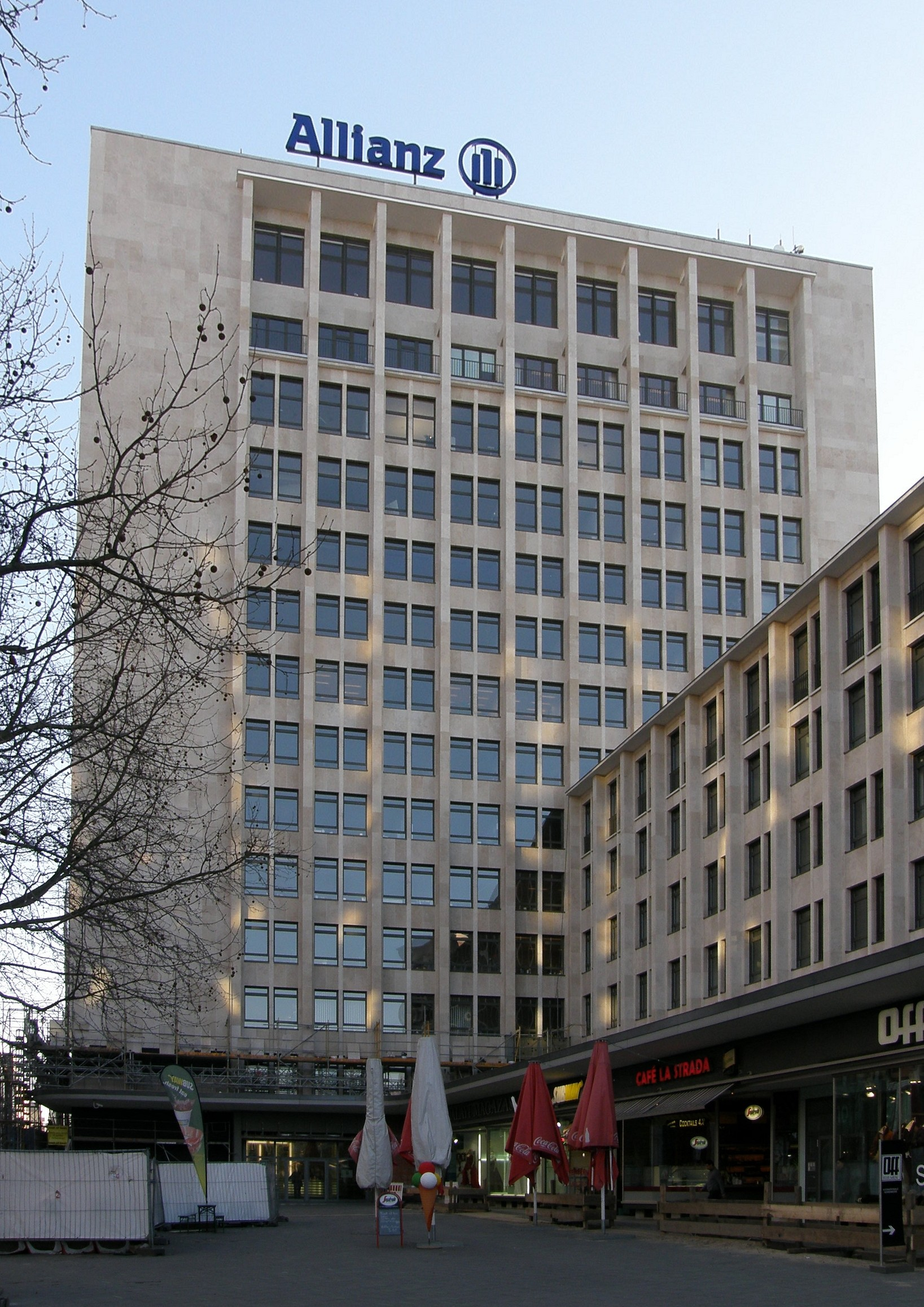
Gebäude Joachimsthaler Straße 12

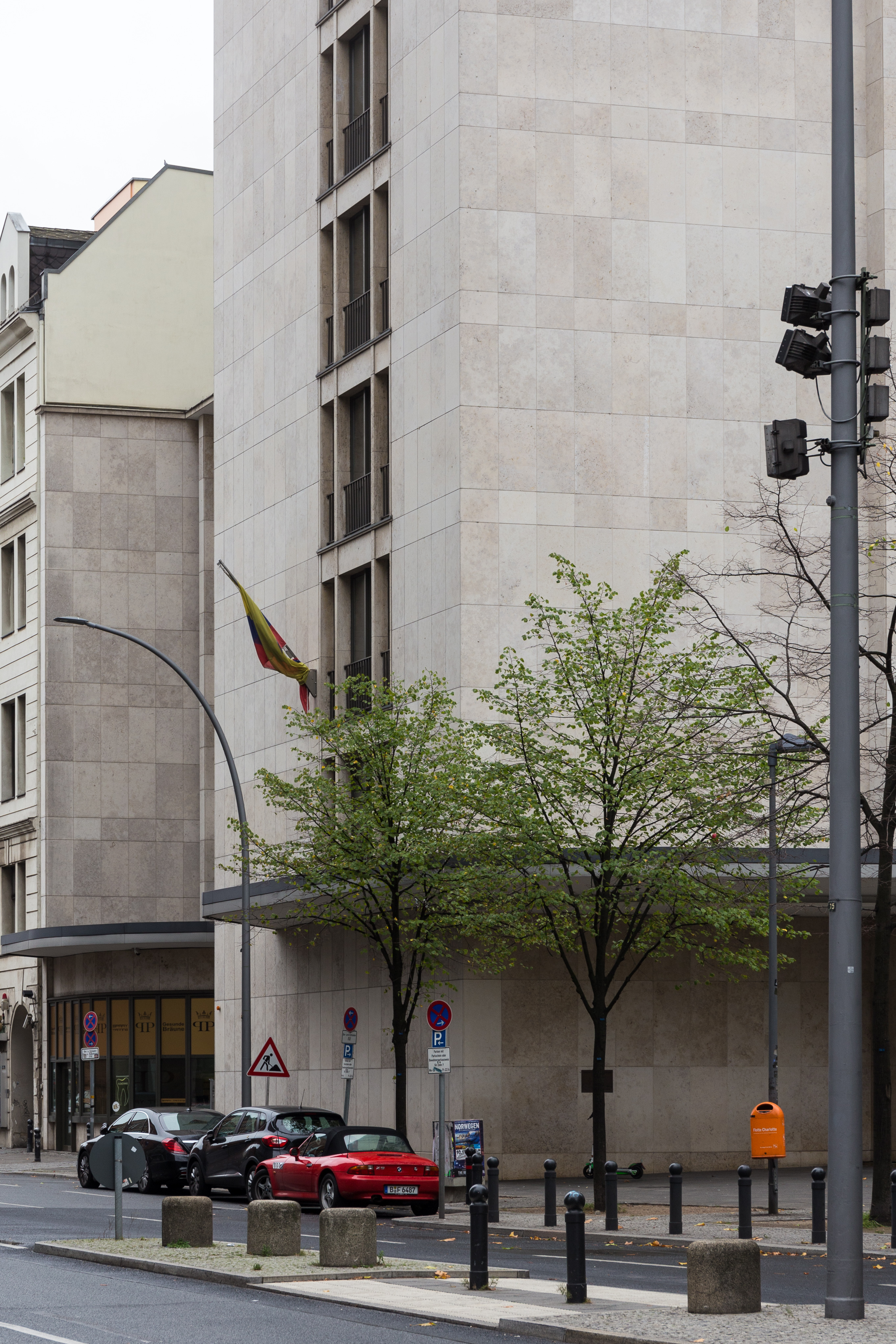
Botschaft

Die Botschaft Ecuadors in Berlin ist die diplomatische Vertretung der Republik Ecuador in Deutschland. Sie hat ihren Sitz in der Joachimsthaler Straße 12 im Ortsteil Charlottenburg des Bezirks Charlottenburg-Wilmersdorf.
Botschafter ist seit dem 17. Januar 2023 Diego Morejon Pazmiño.
Ecuador unterhält ein Generalkonsulat in Hamburg sowie Honorarkonsulate in Bremen, München, Ludwigsburg und Stolberg.

## Geschichte der diplomatischen Beziehungen
Am 4. Juli 1952 nahmen Ecuador und die Bundesrepublik Deutschland diplomatische Beziehungen auf. Die Botschaft hatte ihren Sitz in der Koblenzer Straße 37 in Bonn-Bad Godesberg. Wegen des Umzugs von Bundestag und Regierung nach Berlin verlegte auch die Botschaft Ecuadors 2001 ihren Sitz in die neue deutsche Hauptstadt, zunächst in die Kaiser-Friedrich-Straße 90 in Berlin-Charlottenburg. Heute (Stand: 2023) befindet sie sich in der Joachimsthaler Straße 12 in Berlin-Charlottenburg.
Seit dem 23. Juli 1973 bestanden diplomatische Beziehungen zwischen Ecuador und der DDR. Sie endeten mit der deutschen Wiedervereinigung im Jahr 1990. Die Botschaft befand sich in der Ost-Berliner Clara-Zetkin-Straße 89 (seit 1995 wieder Dorotheenstraße) im Stadtbezirk Mitte.

## Botschafter (seit 2016)
- 2016, 6. Juli: Diego Morejón Pazmiño[7]

- 2021, 6. Dezember: Veronica Augusta Bustamante Ponce[8]

- 2023, 17. Januar: Diego Morejon Pazmiño[9]

## Gebäude
Die Botschaft befindet sich im Allianz-Haus, einem Büro- und Geschäftshaus in der Joachimsthaler Straße 12 in Berlin-Charlottenburg. Es wurde 1953 bis 1955 nach Plänen der Architekten Alfred Gunzenhauser und Paul Schwebes errichtet. Das Gebäude steht unter Denkmalschutz.